# Jan Piegłowski
Jan Piegłowski herbu Nałęcz (zm. w 1714 roku) – kasztelan oświęcimski w latach 1700–1714, skarbnik krakowski w latach 1694–1700.
W 1697 roku był elektorem Augusta II Mocnego z województwa krakowskiego.